# Blekinge kustbana
Blekinge kystbane (svensk: Blekinge kustbana) er en jernbanestrækning i Sverige, der løber mellem Kristianstad i Skåne län og Karlskrona i Blekinge län. Banen er 130 kilometer lang og elektrificeret. Passagertrafikken på banen varetages af Blekingetrafiken.

## Historie
Jernbanen blev fra begyndelsen anlagt af flere forskellige jernbaneselskaber som smalsporede baner langs kysten, inden de blev slået sammen under navnet Blekinge kustbanor. I Blekinge satsede man hårdt på banen, og i begyndelsen af 1900-tallet fandtes der restaurantvogne på banen, hvilket var usædvanligt på en smalsporsbane. Sporvidden var den usædvanlige 1067 mm, den samme som Karlshamn-Vislanda-Bolmens järnväg (KVBJ) og Halmstad-Bolmen Järnväg (HBJ). Blekinge kustbanor og disse to baner forbandt Sveriges øst- og vestkyst.
De baner, der blev til Blekinge kustbanor, var Sölvesborg-Kristianstads Järnväg (SCJ), Västra Blekinge Järnvägar (WBlJ) og Mellersta Blekinge Järnväg (MBlJ).  I 1927 blev Bredåkra-Tingsryds Järnväg (BTJ) opkøbt.  Den ældste af disse baner var SCJ, som havde åbnet for trafik i 1874.  I 1900-tallets første årtier blev banerne slået sammen gennem opkøb.
Efter SJ overtog banen i 1942, besluttede man at øge sporvidden til normalspor, hvilket blev udført i etaper i 1950'erne, og var færdigt i 1957.  En ny station blev bygget i Karlshamn på samme tid.   Kust-till-kust-forbindelsen Karlshamn-Halmstad via Bolmen blev afbrudt, da disse baner ikke fik forøget sporvidden, men i stedet blev nedlagt i 1960'erne.

### Nye tog
Efter faldende passagerantal begyndte SJ at overveje at nedlægge persontrafikken, men det ville de berørte kommuner og landstinget ikke acceptere.  Efter massive protester fra de lokale myndigheder og offentligheden, begyndte man at prøvekøre et togsæt af type Y2 (IC3) på banen.  Togsættet blev godt modtaget, og derfor satte man i begyndelsen af 1990'erne de populære Y2'ere ind under navnet Kustpilen.  Antallet af rejsende øgedes dramatisk, og derfor har man siden foretaget betydelige forbedringer langs banen.  Blandt andet er sporet blevet skærvefrit, og en ny station blev bygget i Bromölla.

### Ulykken i Nosaby
Hovedartikel: Jernbaneulykken i Nosaby
10. september 2004 skete der en jernbaneulykke i Nosaby uden for Kristianstad, hvor en lastbil lastet med pellets holdt i overskæringen, da bommene var på vej ned.  Lastbilchaufføren sagde, at han ville stige ud for at forsøge at løfte bommen i stedet for at køre igennem bommen med lastbilen.  Toget kolliderede med lastbilen, og to jernbaneansatte omkom, mens flere kom alvorligt til skade.  Omkring halvtreds passagerer kom lettere til skade.  Lastbilchaufføren blev senere dømt til 14 måneders fængsel.  Hovrätten över Skåne och Blekinge i Malmö stadfæstede tingsrettens dom.

## Elektricificering
Riksdagen besluttede i 2004 at banen skulle elektricificeres.  Virksomheden Peab fik til opgave at elektricifere jernbanen, i samarbejde med Banverket.  Arbejdet blev påbegyndt den 13. juni 2005 ved Karlshamns station, hvor det første spadestik blev taget.
Fordi landstinget og länets kommuner indbetalte penge i forskud, kunne arbejdet med elektricificeringen begynde tidligere end regeringen havde forventet, og dermed kunne SJ også trække sig ud af den trafikaftale, som længe havde været en ren tabsforretning for selskabet.  Mens arbejdet stod på, indsatte Blekingetrafiken erstatningsbusser, såkaldte togbusser.  Selve elektricificeringsarbejdet blev færdigt i slutningen af maj 2007.  17. juni samme år blev banen genindviet, dog i begyndelsen med reduceret togtrafik.

### Problemer
Elektricificeringen gik ikke helt smertefrit.  Flere gange under arbejdet blev kobbertråd stjålet.  Siden opstod flere ugers forsinkelse i begyndelsen af 2006 på grund af den lange og snerige vinter.  Fordi Peab og Balfour Beatty Rail indsatte ekstra mandskab, lykkedes det at overholde tidsplanen.

### Øresundstog
Da persontrafikken blev genoptaget den 17. juni 2007, var det med Øresundstog, af typen X31.  På visse afgange kan det dog være X32, da DSB nu er begyndt at tillade X32 i øresundstogtrafikken.

### SJ og mangel på lokomotivførere
Da banen genåbnede for persontrafik den 17. juni 2007, var det igen SJ der skulle varetage trafikken, mindst frem til genforhandling af aftalen i 2008.  På grund af mangel på lokomotivførere hos SJ, skete hver anden afgang indtil den 30. september med togbus, herefter blev alle afgange kørt med tog.

### Store indkøringsproblemer
I sommeren 2007 blev banen ramt af store indkøringsproblemer med alt fra signalfejl til større strømafbrydelser, hvilket medførte at mange tog blev kraftigt forsinkede eller blev aflyst.  Banverket undersøger hver enkelt elmast på banen, og opsætter eventuelt "fugleskræmsler", da det primært har været fugle, der var årsag til strømafbrydelserne.

## DSBFirst
Den 11. januar 2009 overtager DSBFirst (Öresundstrafiken AB) passagertransporten på
banen, efter i 2007 at have vundet et udbud på det meste af Øresundstogstrafikken i det sydlige Sverige og på Kystbanen i Danmark. Trafikken vil fortsat blive afviklet med Øresundstog.

## Stationer på Blekinge kustbana
- Kristianstad C (togene fortsætter på Skånebanan)
- Fjälkinge
- Bromölla
- godsspor til Nymölla
- Sölvesborg
- Mörrum
- Karlshamn
- Bräkne-Hoby
- Ronneby
- møde med Kust till kust-banan og forbindelse til Karlskronas havn
- Bergåsa
- Karlskrona C